# Aythya affinis
El porrón bola (Aythya affinis) es una especie de ave anseriforme de la familia Aythyinae. Su área de distribución incluye América del Norte, América Central y el Caribe.

## Descripción

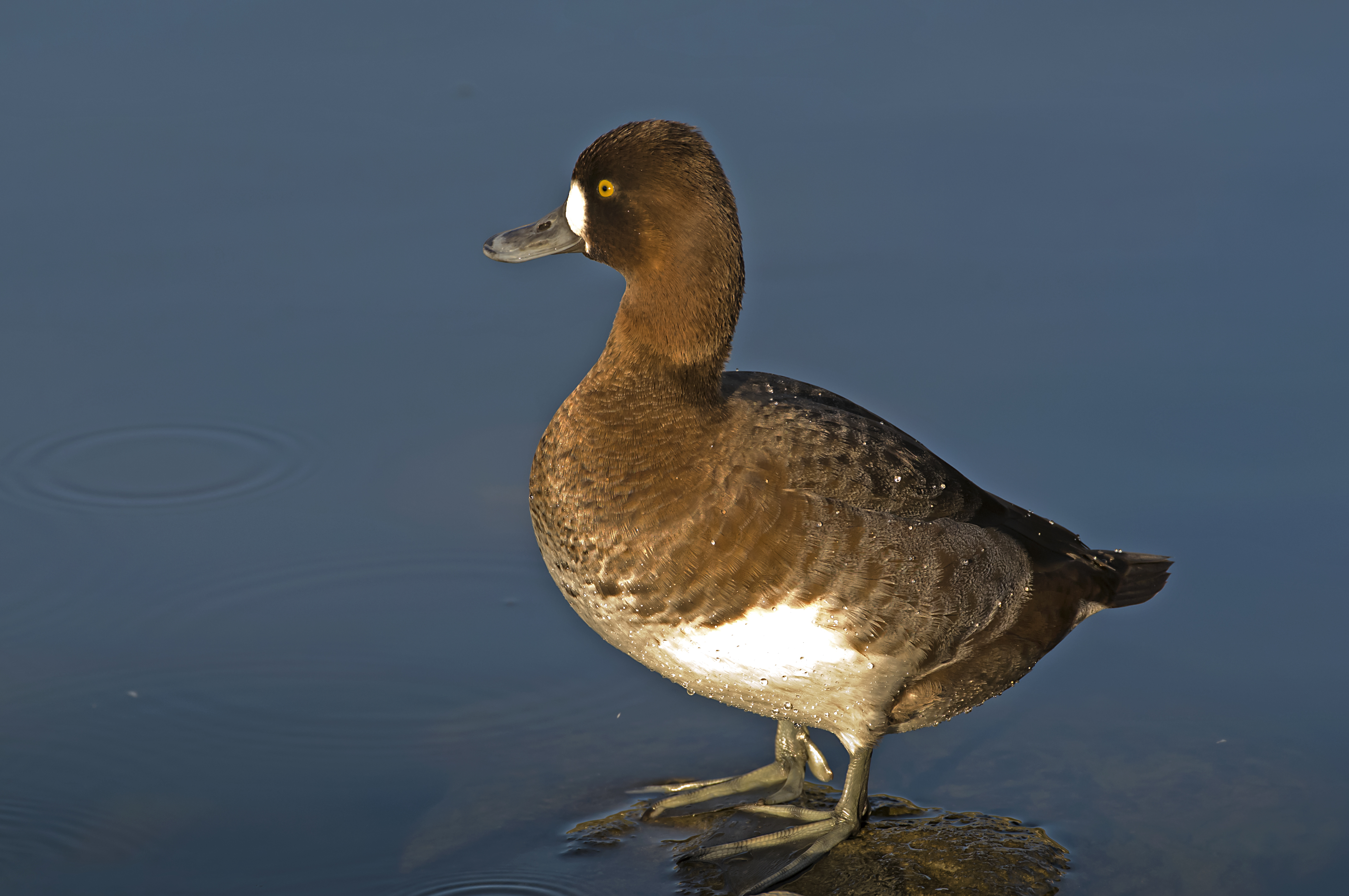
Las hembras tienen el plumaje pardo con zonas blancas en la base del pico y el vientre.

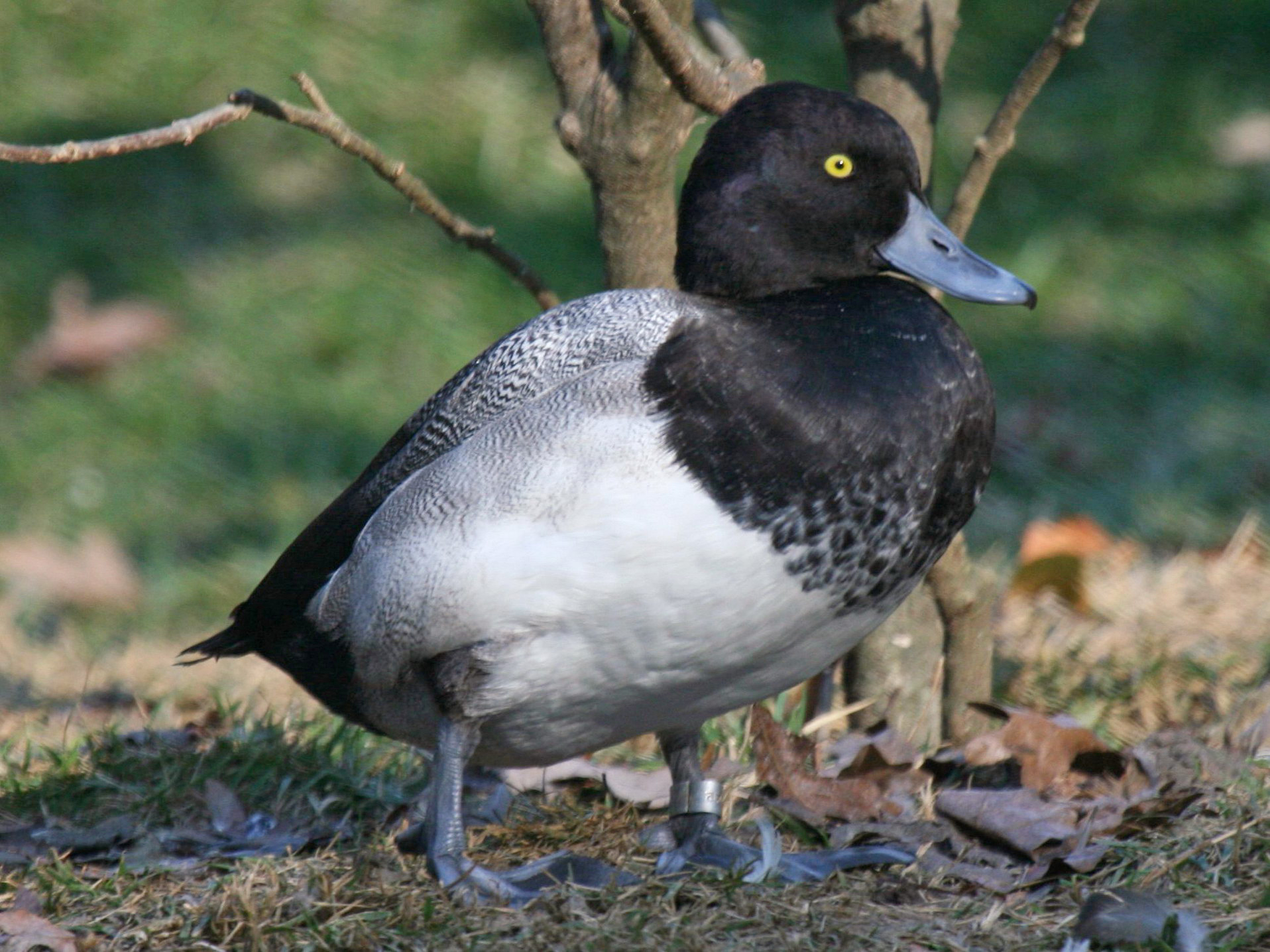
Macho en plumaje reproductivo.

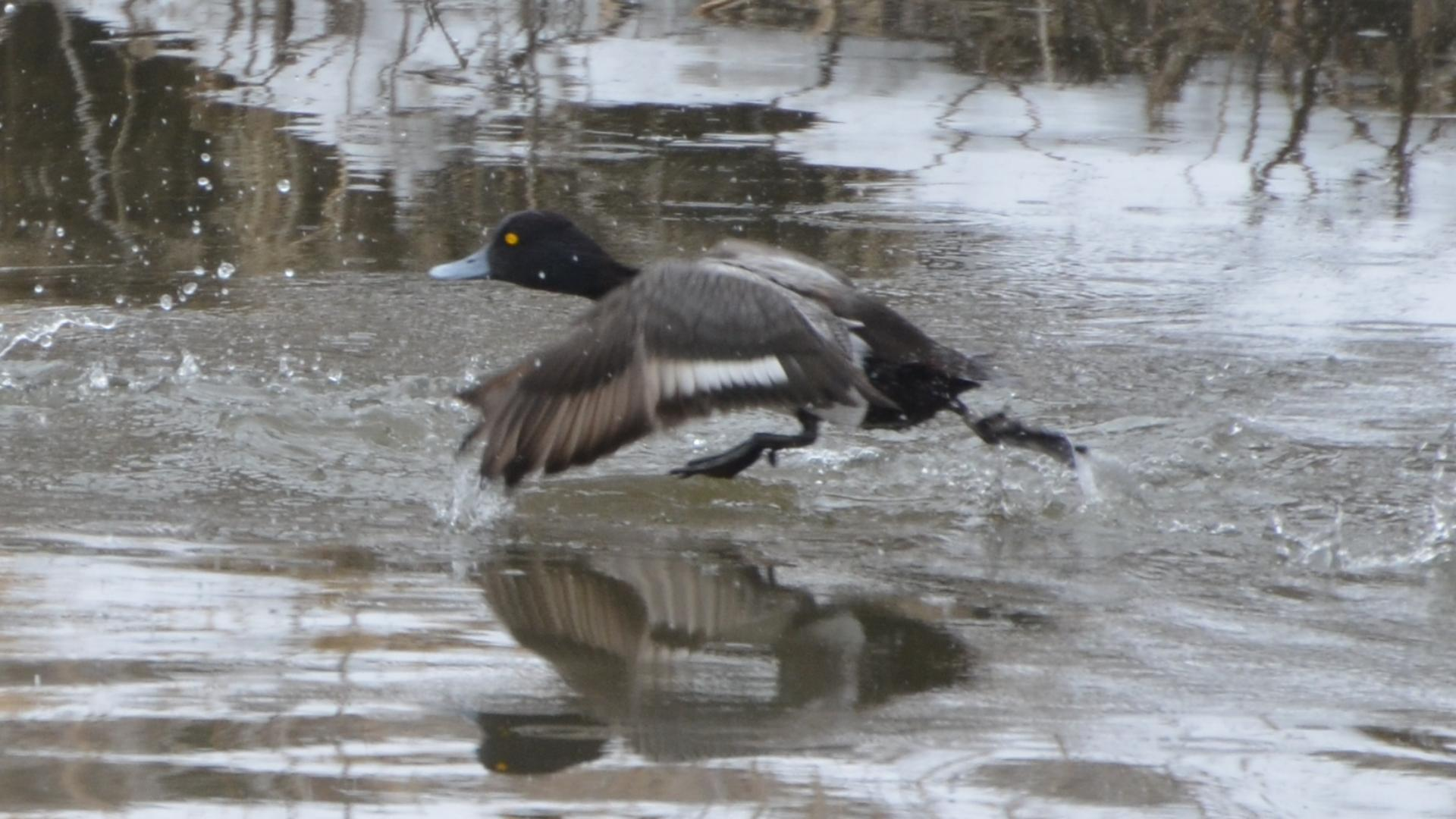
El porrón bola puede diferenciarse de su pariente holártico, el porrón bastardo, por su tamaño, la extensión de su espejuelo y la forma de su pico.

Los adultos de porrón bola miden entre 38 y 48 cm de largo, con una media de 41,7 - 43 cm, y suelen pesar entre 454 y 1089 g. Los machos pesan de media 820 g, mientras que las hembras pesan algo menos, con una media de 730 g. La longitud de su ala es de unos 7,5 – 7,9 cm en los machos y de 7,3 - 7,8 cm en las hembras; lo que les proporciona una envergadura alar de 68 – 78 cm. Su tarso mide unos 1,4 - 1,5 cm y su pico 1,4 - 1,7 cm.
Los machos adultos en plumaje reproductivo tienen la cabeza, el pecho y el cuello negros brillantes, con un pequeño penacho en la parte posterior de la cabeza. Su espalda y alas son de color gris blanquecino con vermiculaciones más oscuras, con primarias externas negras y primarias internas pardo grisáceas. Sus partes inferiores son blancas con algunas vermiculaciones verdosas en los flancos, y su cola y región caudal son negras. Las hembras adultas son de tonos pardos oscuros en cabeza y pecho y el resto pardo grisáceo que se difumina hasta el blanco en el vientre. Presentan una mancha blanca alrededor de la base del pico y a menudo la zona auricular es también más clara. Los machos en eclipse se parecen similares a las hembras pero con la cabeza y pecho más oscuros, y con poco o nada de blanco en la cabeza y generalmente algunas vermiculaciones grisáceas en las alas. Los inmaduros se parecen a las hembras adultas, pero con tonos más discretos y con casi nada de blanco alrededor del pico. Ambos sexos tienen las secundarias, el pico gris azulado con la punta negra, y las patas grises. Los machos tienen el iris de los ojos de color amarillo intenso, mientras que las hembras los tienen de color ámbar o anaranjado, y los inmaduros los tienen castaños. Los polluelos tienen un plumón muy similar a las especies próximas, con las partes superiores pardas y las inferiores, la lista superciliar y algunas motas en la parte superior de color amarillento claro.
Los porrones bola tienen un aspecto muy similar a los porrones bastardos, de los que se diferencian principalmente por el tamaño, ya que los porrones bola son bastante más pequeños, aunque cuando no es posible una comparación directa es difícil calibrar la diferencia, pero en Norteamérica las bandadas grandes de porrones suelen tener presentes a ambas especies. Las hembras, los juveniles y los machos en eclipse son difíciles de discriminar, ya que hay una gran superposición de tamaños entre las dos especies, aunque los porrones bastardos suelen ser notablemente más corpulentos. Las hembras y los inmaduros de porrón bola suelen tener alrededor de la base del pico más zona blanca, pero existe gran variación individual en este aspecto. El pico puede dar pistas, el pico del porrón bola tiene una curva más pronunciada en la parte superior, produciendo que la parte distal parezca más ancha y plana. Si están en vuelo la diferencia más evidente es su espejuelo blanco, que en el porrón bola se limita a las plumas secundarias, y en el caso de los porrones bastardos se extiende también a las primarias.

## Taxonomía y etimología
El porrón bola fue descrito científicamente por el naturalista inglés Thomas Campbell Eyton en 1838, con el nombre de Fuligula affinis. Posteriormente fue trasladado al género Aythya, que al haber sido creado con anterioridad, en 1822 por Friedrich Boie, tenía prioridad como nombre del género. La etimología del nombre de su género, Aythya, procede del término griego αἴθυια (aithuia), un ave marina sin identificar citada por Aristóteles. Su nombre específico, affinis, en latín significa «afín», y hace referencia a su gran similitud con el porrón bastardo, descrito con anterioridad.
Es una especie monotípica, es decir, no se reconocen subespecies diferenciadas. Su pariente más cercano es el porrón bastardo (A. marila), con el que forma una superespecie.

## Distribución

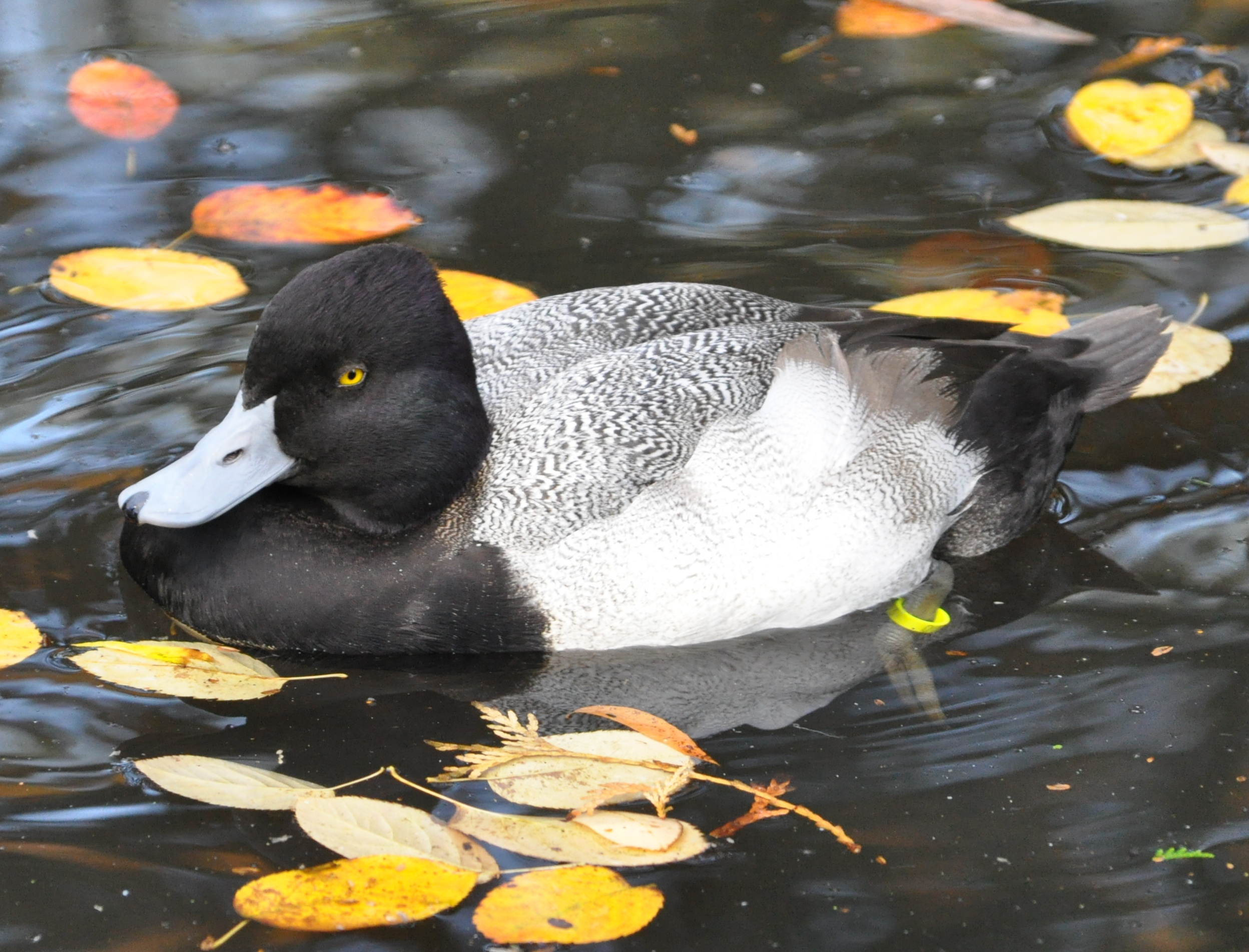
Aunque es una especie americana a veces se avistan divagantes en Europa, como este ejemplar fotografiado en Alemania.

Sus hábitats reproductivos son los lagos interiores y las charcas de los marjales de la tundra del noroeste de Norteamérica, desde Alaska y el oeste de Canadá hasta el oeste de Montana. Algunos también crían al este de bahía James y los Grandes lagos. En el periodo culminante se pueden encontrar notables concentraciones, de más de medio millón de individuos, criando en Alaska, en los bosques del valle del río McKenzie y las llanuras Old Crow. Estos patos migran al sur (principalmente por la ruta central y la ruta del Misisipí) una vez que se han desarrollado sus crías, y regresan a sus cuarteles de cría a principios de la primavera, generalmente en mayo. El porrón bola normalmente se desplaza en bandadas de 25–50 individuos, principalmente hacia lagos, ríos, lagunas costeras resguardadas y ensenadas de un extenso área de América del Norte y Central, las Antillas y Bermudas, llegando hasta el norte de Venezuela y Colombia. Los porrones bola generalmente se encuentran en hábitats de aguas dulces o ligeramente salobres a diferencia del porrón bastardo que raramente se ve en la costa si hay hábitats de agua dulce sin congelar disponibles. Pueden pasar el invierno incluso en los lagos de los parques si no son molestados, y pueden ocupar las islas pequeñas del Caribe como Gran Caimán. Miles pasan el invierno cada año en las lagunas de Topolobampo, en México, y pueden avistarse cientos de individuos en el emplazamiento de invernada situado más al sur, Ciénaga Grande de Santa Marta en Colombia. En América Central las bandadas aparecen a partir de julio, pero realmente son numerosas después de septiembre. Se desplazan de nuevo al norte en abril y mayo. Los porrones bola están presentes todo el año en los extremos suroeste y sureste de su área de cría, la región de las montañas Rocosas en el noroeste de Estados Unidos y el sur de los Grandes; no está muy claro si la población local es sedentaria o si es reemplazada por inmigrantes más septentrionales que pasan el invierno allí, o si es una mezcla de ambos.
En raras ocasiones se avistan como divagantes en el oeste de Europa, aunque parece que se está incrementando la frecuencia. El primer registro documentado en Reino Unido data de 1987 de un macho de primer año en Chasewater, Staffordshire en 1987, pero hasta 2006, se registraron unos 60 avistamientos, a una media de 2 por año. Los registros en Reino Unido se producen generalmente en el norte del país. También se han registrado porrones bola divagantes en Hawái, Japón, en las islas Marianas, Ecuador, Surinam, Trinidad y Groenlandia (en verano).

## Comportamiento

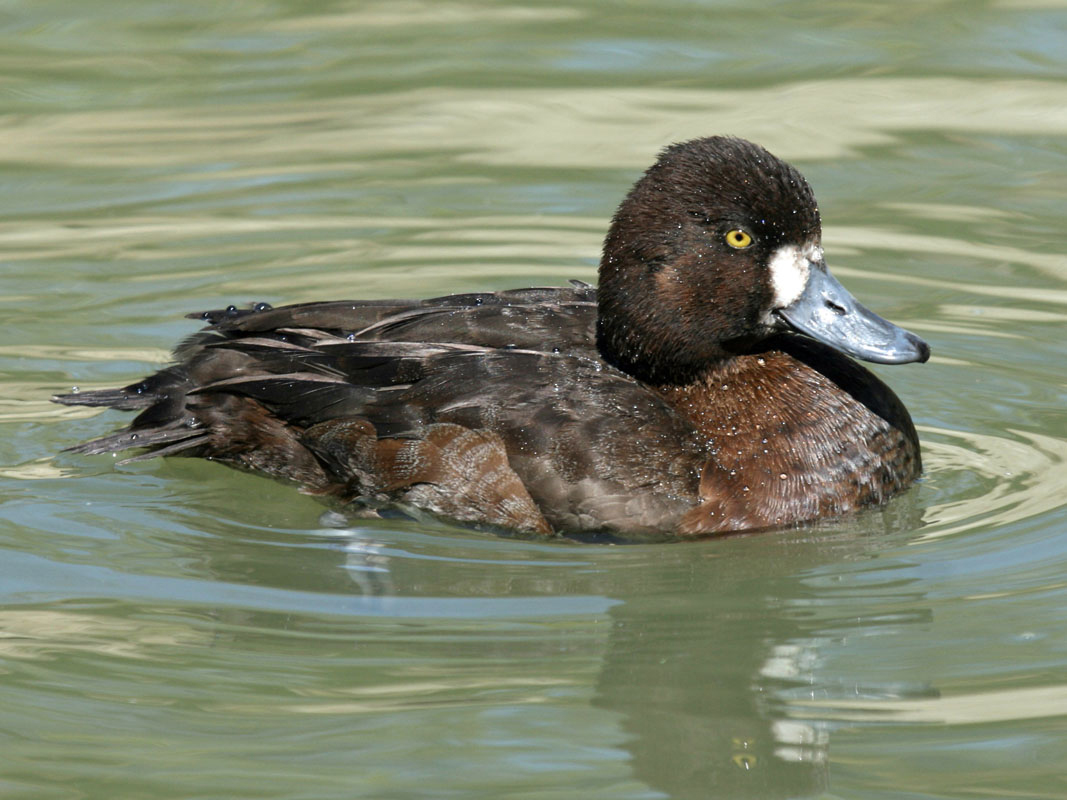
Los porrones bola son omnívoros que bucean para alimentarse.

### Alimentación
El porrón bola bucea para alimentarse rebuscando entre el fango del fondo, aunque ocasionalmente se alimenta en la superficie. Come moluscos como mejillones y almejas, además de semillas y otras partes de las plantas acuáticas, como los juncos y las espadañas (Cyperaceae), espicas de agua, Ruppia cirrhosa, Vallisneria americana o arroz silvestre (Zizania). Otros pequeños animales acuáticos suponen una parte importante de su dieta en invierno, aunque también en menor cantidad en verano, como crustáceos, insectos y sus larvas y pequeños peces. Se ha registrado que tanto el porrón bola como el porrón bastardo aprovechan durante sus migraciones la presencia del mejillón cebra (Dreissena polymorpha) en el lago Erie, que fue introducido accidentalmente en la década de 1980 y se ha multiplicado enormemente.

### Reproducción

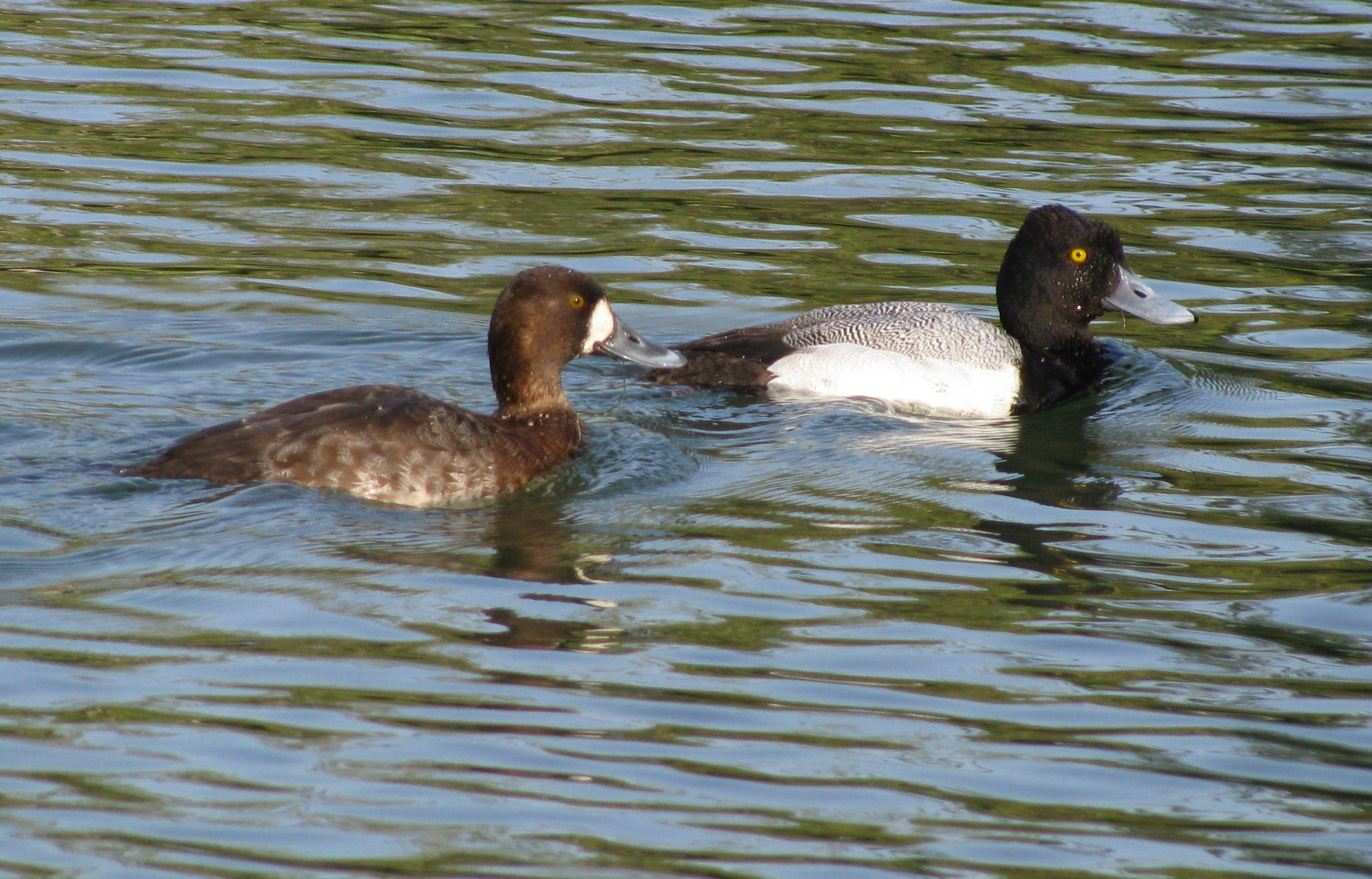
Tras el apareamiento el macho deja que la hembra cuide en solitario de la nidada.

Los machos empiezan a cortejar a las hembras cuando todavía están en sus cuarteles invernales, las parejas se forman poco antes o durante la migración primaveral. Cuando la hembra empieza la construcción del nido el macho la abandona y se une a otros machos para mudar el plumaje, dejando a la hembra las tareas de incubación y cuidado de las crías.
Aunque el apareamiento comienza en mayo, la mayoría de las hembras no anida hasta julio, algo más tarde de lo habitual para el resto de patos de Norteamérica. Anidan en el suelo en un lugar resguardado cerca del agua, generalmente entre la vegetación densa como juncos y espadañas, a veces en pequeños grupos diseminados, con frecuencia cerca de las colonias de gaviotas y charránes. El nido consiste en una pequeña depresión excavada en el suelo y recubierta de plantas y algo de plumón. La puesta suele constar de 9-11 huevos, se han encontrado hasta 26 en un solo nido, aunque varias hembras pueden poner sus huevos en el mismo nido. La incubación realizada solo por la hembra dura unas tres semanas. Las crías tardan 45–50 días tras la eclosión en desarrollarse y poco después emprenden la migración hacia los cuarteles de invierno. Los porrones bola adquieren la madurez sexual en su primer o segundo verano. El individuo más longevo conocido alcanzó una edad de 18 años.
Alrededor del 57% de las nidadas de porrón bola se malogran cada temporada porque la hembra muere o los huevos son devorados o destruidos. La cantidad media de polluelos que consiguen eclosionar por nidada es de 8,33.